# Casper Van Dien
Casper Robert Van Dien (Milton, 18 dicembre 1968) è un attore statunitense.

## Biografia
Nato a Milton, in Florida, passa gran parte dell'infanzia a Ridgewood, nel New Jersey, frequentando poi la Florida State University. Negli anni ottanta si trasferisce a Los Angeles per tentare la carriera d'attore.
Si mette in mostra in varie apparizioni televisive, fra le quali un ruolo in Beverly Hills 90210, ma il salto di qualità nel grande schermo lo ottiene con il film Starship Troopers - Fanteria dello spazio del regista olandese Paul Verhoeven nel 1997, dove interpreta il protagonista Johnny Rico.
In seguito, Casper Van Dien appare in Tarzan - Il mistero della città perduta e poi in Il mistero di Sleepy Hollow di Tim Burton nel 1999. Ancora nel 1999 è nel cast di Codice Omega e come protagonista nel film TV Shark Attack. Nel 2002 è nel cast di Codice nascosto, girato in coppia, come Codice Omega, con la moglie Catherine Oxenberg e la partecipazione di India Oxenberg, la figlia di lei adottata dall'attore. Nel 2004 non prende parte al film Starship Troopers 2 - Eroi della federazione, ma torna a vestire i panni di Johnny Rico nel terzo capitolo Starship Troopers 3: L'arma segreta.
Inoltre ha una piccola parte nel film Casper - Un fantasmagorico inizio.
Ha partecipato alla seconda stagione di Mortal Kombat: Legacy nel ruolo di Johnny Cage, sostituendo Matt Mullins che lo aveva interpretato nella prima.

### Vita privata
Dal 1993 al 1997 è stato sposato con Carrie Mitchum, nipote del celebre Robert Mitchum; la coppia ha avuto due figli, Casper Robert Mitchum Van Dien e Caroline Dorothy Grace Van Dien. Nel 1999 sposa l'attrice Catherine Oxenberg, da cui divorzia nel 2015; la coppia ha due figlie, Maya Van Dien e Celeste Alma Van Dien. Van Dien diventa patrigno di India Risen Oxenberg, figlia che la Oxenberg aveva avuto da una precedente relazione.

## Filmografia

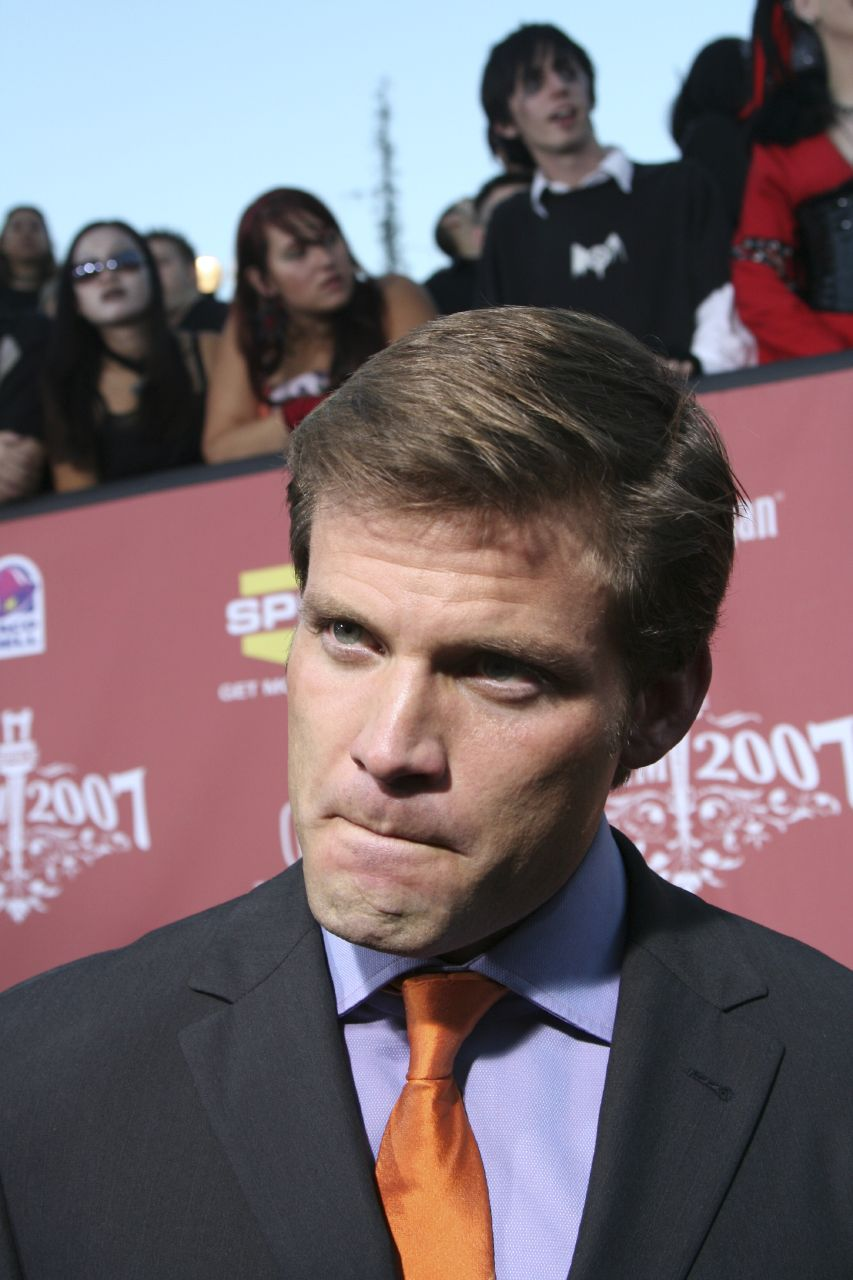
Casper Van Dien nel 2007

### Attore

#### Cinema
- La rivincita dei nerds (Revenge of the Nerds), regia di Jeff Kanew (1984)
- Starship Troopers - Fanteria dello spazio (Starship Troopers), regia di Paul Verhoeven (1997)
- Casper - Un fantasmagorico inizio (Casper: A Spirited Beginning), regia di Sean McNamara (1997)
- Tarzan - Il mistero della città perduta (Tarzan and the Lost City), regia di Carl Schenkel (1998)
- Casper e Wendy - Una magica amicizia (Casper Meets Wendy), regia di Sean McNamara (1998)
- Shark Attack - Squali all'attacco (Shark Attack), regia di Bob Misiorowski (1999)
- Codice Omega (The Omega Code), regia di Robert Marcarelli (1999)
- Il mistero di Sleepy Hollow (Sleepy Hollow), regia di Tim Burton (1999)
- Sanctimony, regia di Uwe Boll (2000)
- Le regole dell'attrazione (The Rules of Attraction), regia di Roger Avary (2002) - scene eliminate
- Hollywood Flies, regia di Fabio Segatori (2005)
- Starship Troopers 3 - L'arma segreta (Starship Troopers 3), regia di Edward Neumeier (2008)
- Born to Ride, regia di James Fargo (2010)
- The Pact, regia di Nicholas McCarthy (2012)
- Shivering, regia di Julian Richards (2012)
- Noobz, regia di Blake Freeman (2012)
- 500 MPH Storm, regia di Daniel Lusko (2013)
- Sospetto in famiglia (Assumed Killer), regia di Bernard Salzmann (2013)
- Sleeping Beauty, regia di Casper Van Dien (2014)
- Terapia mortale (Patient Killer), regia di Casper Van Dien (2014)
- Avengers Grimm, regia di Jeremy M. Inman (2015)
- Higher Mission, regia di Vladimir Uglichin (2015)
- June, regia di L. Gustavo Cooper (2015)
- Mucho Dinero (All About the Money), regia di Blake Freeman (2015)
- Beyond The Edge (ISRA 88), regia di Thomas Zellen (2016)
- Un acquisto da incubo (Storage Locker 181), regia di Casper Van Dien (2016)
- Showdown in Manila, regia di Mark Dacascos (2016)
- Army Dog, regia di Ezra Kemp (2016)
- The Conway Curve, regia di Marian Yeager (2017)
- Star Raiders: The Adventures of Saber Raine, regia di Mark Steven Grove (2017)
- Alpha Wolf, regia di Kevin VanHook (2018)
- Darkness Reigns, regia di Andrew P. Jones (2018)
- Last Seen in Idaho, regia di Eric Colley (2018)
- Alita - Angelo della battaglia (Alita: Battle Angel), regia di Robert Rodriguez (2019)
- Chokehold, regia di Brian Skiba (2019)
- Madness in the Method, regia di Jason Mewes (2019)
- The 2nd - Uno contro tutti (The 2nd), regia di Brian Skiba (2020)
- Mad Heidi, regia di Johannes Hartmann e Sandro Klopfstein (2022)

#### Televisione
- Menu for Murder, regia di Larry Peerce – film TV (1990)
- Donne pericolose (Dangerous Women) – serie TV, 1 episodio (1991)
- Amore impossibile (Freshman Dorm) – serie TV 5, episodi (1992)
- Una famiglia come le altre (Life Goes On) – serie TV, 1 episodio (1992)
- Una vita da vivere (One Life to Live) - serial TV (1993-1994)
- La signora del West (Dr. Quinn, Medicine Woman) – serie TV, 2 episodi (1994)
- Beverly Hills 90210 – serie TV, 7 episodi (1994)
- P.C.H., regia di Nelson McCormick – film TV (1995)
- Due poliziotti a Palm Beach (Silk Stalkings) – serie TV, 1 episodio (1995)
- Sposati... con figli (Married... with Children) – serie TV, 1 episodio (1995)
- Backroads to Vegas, regia di Kirsten Bulmer – film TV (1996)
- Orbita letale (Lethal Orbit), regia di Ulli Lommel – film TV (1996)
- Protezione speciale (Night Eyes Four: Fatal Passion), regia di Rodney McDonald – film TV (1996)
- Beastmaster - L'occhio di Braxus, regia di Gabrielle Beaumont – film TV (1996)
- The Colony, regia di Tim Hunter – film TV (1996)
- Oltre i limiti (The Outer Limits) – serie TV, 1 episodio (1997)
- Nella notte... un grido (NightScream), regia di Noel Nosseck – film TV (1997)
- James Dean - Race with Destiny, regia di Mardi Rustam – film TV (1997)
- Modern Vampires, regia di Richard Elfman – film TV (1998)
- Crimini selvaggi (On the Border), regia di Bob Misiorowski – film TV (1998)
- Shark Attack - Squali all'attacco (Shark Attack), regia di Bob Misiorowski – film TV (1999)
- Fuga senza fine (The Collectors), regia di Sidney J. Furie – film TV (1999)
- Sfida nel tempo (The Time Shifters), regia di Mario Azzopardi – film TV (1999)
- Partners, regia di Joey Travolta – film TV (2000)
- Python - Spirali di paura (Python), regia di Richard Clabaugh – film TV (2000)
- Furia sulla strada (A Friday Night Date), regia di Sidney J. Furie – film TV (2000)
- Cutaway, regia di Guy Manos – film TV (2000)
- Titans – serie TV, 14 episodi (2000-2001)
- Chasing Destiny, regia di Tim Boxell – film TV (2001)
- Under Heavy Fire (Going Back), regia di Sidney J. Furie – film TV (2001)
- The Tracker, regia di Jeff Schechter – film TV (2001)
- Minaccia sotto il mare (Danger Beneath the Sea), regia di Jon Cassar – film TV (2001)
- Codice nascosto (The Vector File), regia di Eliot Christopher – film TV (2002)
- La grande corsa (Big Spender), regia di Paul Schneider – film TV (2003)
- Windfall - Pioggia infernale, regia di Tim Boxell, regia di Gerry Lively – film TV (2003)
- Skeleton Man, regia di Johnny Martin – film TV (2004)
- Rock Me, Baby – serie TV, 1 episodio (2004)
- Van Helsing - Dracula's Revenge, regia di Darrell Roodt – film TV (2004)
- Hijack - Agguato in alto mare (Maiden Voyage), regia di Colin Budds – film TV (2005)
- Personal Effects, regia di Michael Scott – film TV (2005)
- The Fallen Ones, regia di Kevin VanHook – film TV (2005)
- Officer Down, regia di Christopher Miller – film TV (2005)
- Visioni dal futuro (Premonition), regia di Jonas Quastel – film TV (2005)
- Meltdown - Trappola nucleare (Meltdown), regia di J.P. Howell – film TV (2006)
- La maledizione di Tutankhamon (The Curse of King Tut's Tomb), regia di Russell Mulcahy – film TV (2006)
- Slayer, regia di Kevin VanHook – film TV (2006)
- Watch Over Me – serie TV, 66 episodi (2006-2007)
- Detective Monk (Monk) – serie TV, 3 episodi (2008-2009)
- Giustizia a Oak Hill (Aces 'N' Eights), regia di Craig R. Baxley – film TV (2008)
- Mask of the Ninja, regia di Bradford May – film TV (2008)
- Una calda estate (One Hot Summer), regia di Betty Kaplan – film TV (2009)
- Turbulent Skies - Volo fuori controllo (Turbulent Skies), regia di Fred Olen Ray – film TV (2010)
- Un bianco Natale per Zeus (The Dog Who Saved Christmas Vacation), regia di Michael Feifer – film TV (2010)
- Ritorno al lago (Lake Effects), regia di Michael McKay – film TV (2012)
- Fugitive at 17, regia di Jim Donovan – film TV (2012)
- Femme Fatales: Sesso e crimini (Femme Fatales) – serie TV, 1 episodio (2012)
- Baby's First Christmas, regia di Jonathan Wright – film TV (2012)
- Tornado F6 - La furia del vento  – film TV, regia di Peter Sullivan (2012)
- Mortal Kombat: Legacy – serie TV, 9 episodi (2013)
- 12 alberi di Natale (Twelve Trees of Christmas), regia di Harvey Crossland – film TV (2013)
- Uragano di fuoco (Fire Twister), regia di George Erschbamer – film TV (2015)
- Interns of F.I.E.L.D. – serie TV, 1 episodio (2016)
- Hawaii Five-0 – serie TV, 1 episodio (2017)
- Super Power Beat Down – serie TV, 1 episodio (2017)
- Sharktopus vs. Whalewolf, regia di Kevin O'Neill – film TV (2015)
- Con Man – serie TV, 6 episodi (2015-2016)
- Crunch Time – serie TV, 3 episodi (2016)
- Sunset Glory: Doolittle's Heroes – serie TV, 1 episodio (2018)
- All American – serie TV, 4 episodi (2018-2019)

#### Cortometraggi
- Malibu Days, regia di Nick Corirossi e Charles Ingram (2012)
- Grit, regia di Ilan Muallem (2015)
- Zero day, regia di David Sanderson (2016)
- Beyond the Wave, regia di Goran Gajic (2017)
- Deadpool The Musical 2 - Ultimate Disney Parody, regia di Julian Higgins (2018)

### Regista
- Sleeping Beauty (2014)
- Terapia mortale (Patient Killer) (2014)
- Un acquisto da incubo (Storage Locker 181) (2016)

### Doppiatore
- Starship Troopers - Attacco su Marte, regia di Shinji Aramaki e Masaru Matsumoto

#### Videogiochi
- Wing Commander IV - The Price of Freedom (1995)
- Starship Troopers (2005)
- Call of Duty: Black Ops IIII (2018)

## Doppiatori italiani
Nelle versioni in italiano delle opere in cui ha recitato, Casper Van Dien è stato doppiato da:
- Fabrizio Manfredi in Starship Troopers - Fanteria dello spazio, Starship Troopers 3 - L'arma segreta, Beverly Hills 90210, La maledizione di Tutankhamon, Mask of the Ninja, The 2nd - Uno contro tutti
- Francesco Pezzulli in Crimini selvaggi, Squali all'attacco, Cutaway
- Giorgio Borghetti in Tarzan - Il mistero della città perduta, Detective Monk
- Andrea Ward in Il mistero di Sleepy Hollow, Meltdown - Trappola nucleare
- Andrea Lavagnino in Un bianco Natale per Zeus, Una calda estate
- Vittorio Guerrieri in La grande corsa, Visioni dal futuro
- Francesco Prando in Codice Omega
- Angelo Maggi in Sanctimony
- Massimo Rossi in Codice nascosto
- Andrea Mete in Sospetto in famiglia
- Fabrizio Russotto in Avengers Grimm
- Francesco Bulckaen in Titans
- Fabio Boccanera in Minaccia sotto il mare
- Simone D'Andrea in Van Helsing - Dracula's Revenge
- Patrizio Prata in Watch Over Me
- Fabio Gervasi in Mad Heidi

Come doppiatore è stato sostituito da:
- David Chevalier in Starship Troopers - Attacco su Marte